# Ruth Winch
Ruth Isabel Winch, de naixement Ruth Isabel Legh (Ryde, Illa de Wight, Anglaterra, 25 d'agost de 1870 − Beaumaris, Anglesey, Gal·les, 9 de gener de 1952) fou una tennista anglesa, guanyadora d'una medalla de bronze als Jocs Olímpics de Londres 1908.

## Carrera esportiva
Va participar en nou edicions del Torneig de Wimbledon entre els anys 1899 i 1922, i el seu millor resultat fou els quarts de final en les edicions de 1904 i 1919.
En els Jocs Olímpics d'Estiu de 1908 va participar en la prova individual femenina, on va guanyar la medalla de bronze. Fou derrotada en les semifinals per Dorothea Chambers, i automàticament va guanyar la medalla de bronze, ja que en aquella època no es disputava final de consolació.

## Jocs Olímpics

### Individual
| Any  | Campionat                          |
| ---- | ---------------------------------- |
| 1908 | Jocs Olímpics, Londres, Regne Unit |